# John Muse
John Muse, född 1 augusti 1988, är en amerikansk professionell ishockeymålvakt som är kontrakterad till NHL-organisationen Pittsburgh Penguins och spelar för deras primära samarbetspartner Wilkes-Barre/Scranton Penguins i AHL.
Han har tidigare spelat på NHL-nivå för Carolina Hurricanes i NHL och på lägre nivåer för Lehigh Valley Phantoms, Rochester Americans, Charlotte Checkers, Texas Stars och Portland Pirates i AHL, Reading Royals, Elmira Jackals, Fort Wayne Komets och Florida Everblades i ECHL och Boston College i NCAA.
Han blev aldrig draftad av något lag.